# Santa Monica (Texas)
Santa Monica é uma região censitária do estado norte-americano do Texas, no Condado de Willacy.

## Demografia
Segundo o censo norte-americano de 2000, a sua população era de 78 habitantes.

## Geografia
De acordo com o United States Census Bureau tem uma área de
0,9 km², dos quais 0,9 km² cobertos por terra e 0,0 km² cobertos por água.

## Localidades na vizinhança
O diagrama seguinte representa as localidades num raio de 20 km ao redor de Santa Monica.